# Liste der Naturdenkmale in Bellheim
Die Liste der Naturdenkmale in Bellheim nennt die im Gemeindegebiet von Bellheim ausgewiesenen Naturdenkmale (Stand 17. April 2013).

## Naturdenkmale
| Nr.         | Bezeichnung | Lage                              | Beschreibung                      | Bild                                    |
| ----------- | ----------- | --------------------------------- | --------------------------------- | --------------------------------------- |
| ND-7334-210 | Blumenesche | Zeiskamer Straße, bei Nr. 63 Lage | Fraxinus ornus, um 1900 gepflanzt | Direkt Bild zu diesem Denkmal hochladen |